# Николай Кръстев (футболист, р. 1996)
Николай Кръстев е български футболист, вратар. Роден на 6 декември 1996 в град София. Състезател към март 2023 година на ПФК Славия (София).

## Биография
Роден на 6 декември 1996 в град СОФИЯ.
Юноша на Левски (София) за първия отбор има 19 мача, през годините е пускан под наем в редица български клубове. Висок е 200 см., през 2019 г. напуска Левски (София). Играл е още за ПОФК Ботев (Враца), Уест Бромич Албиън U-23, ОФК Несебър и ФК Локомотив (Мездра).
През зимната пауза на 2020 г. е привлечен във Витоша (Бистрица). 
На 22 февруари 2022 г. подписва със Славия (София).